# التحقق من البيانات
التحقق من البيانات (بالإنكليزية Data Validation) هي واحدة من العمليات الموجودة في علم الحاسوب التي يقوم بها البرنامج ليتأكد من أن البيانات المدخلة نظيفة ولا تهدف إلى تخريب البرنامج أو أي شيء من هذا القبيل. إن عملية التحقق من البيانات تستخدم بعض القواعد للتأكد من أن البيانات التي يتم إدخالها للبرنامج صحيحة ومفيدة وآمنة.

## نظرة عامة
الغرض من التحقق من صحة البيانات هو توفير ضمانات معينة محددة جيدًا من أجل تحري الكفاءة والدقة والاتساق لأي نوع من أنواع المدخلات المختلفة للمستخدم في تطبيق أو نظام مؤتمت. يمكن تعريف وتصميم قواعد التحقق من صحة البيانات باستخدام أي من المنهجيات المختلفة، ونشرها في أي من السياقات المختلفة.
يمكن تحديد قواعد التحقق من البيانات وتصميمها ونشرها، على سبيل المثال:
سياقات التعريف والتصميم:
- جزء من مرحلة جمع المتطلبات في هندسة البرمجيات أو تصميم مواصفات البرامج
- جزء من مرحلة نمذجة العمليات «بي بّي إم» (نمذجة عملية الأعمال)

الأقسام:
- مجموعة من البرامج أو روتينيات منطق العمل في لغة برمجة
- مجموعة من الإجراءات المخزنة في نظام إدارة قواعد البيانات

بالنسبة إلى تطبيقات الأعمال، يمكن تعريف التحقق من صحة البيانات من خلال قواعد سلامة البيانات التعريفية، أو قواعد العمل القائمة على الإجراءات. ستؤثر البيانات التي لا تتوافق مع هذه القواعد سلبًا على تنفيذ العمليات التجارية. لذلك، يجب أن يبدأ التحقق من صحة البيانات بتعريف العمليات التجارية ومجموعة قواعد العمل داخل هذه العمليات. يمكن تجميع القواعد من خلال استطلاع تحديد المتطلبات للمشروع.

## الأنواع المختلفة
في تقييم أساسيات التحقق من صحة البيانات، يمكن إجراء التعميمات في ما يتعلق بأنواع مختلفة من عمليات التحقق، وتبعًا لنطاق عمليات التحقق المختلفة التي ستُنفذ وتعقيدها وغرضها.
على سبيل المثال:
- التحقق من نوع البيانات
- التحقق من النطاق والقيودالتحقق من صحة الشفرة والإسناد الترافقي
- التحقق الهيكلي

### التحقق من نوع البيانات
تجري عملية التحقق من نوع البيانات بصورة اعتيادية على واحد أو أكثر من حقول البيانات البسيطة.
يتحقق أبسط نوع من طرق التحقق من نوع البيانات من أن الرموز المستقلة المقدمة من خلال إدخالات المستخدم تتوافق مع الرموز المتوقعة لنوع أو أكثر من أنواع البيانات البدائية المعروفة، كما هو محدد في لغة البرمجة أو في آلية تخزين البيانات واسترجاعها، بالإضافة إلى تحديد أنواع البيانات البدائية التالية: 1) عدد صحيح، أو 2) عدد فاصل عائم (عشري)، أو 3) سلسلة.
على سبيل المثال، تسمح العديد من أنظمة قواعد البيانات بتحديد ما يلي: الرمز ( والرمز ) (الزائد، والناقص، والأقواس). يتحقق روتين التحقق من البيانات الأكثر تعقيدًا من أن المستخدم قد أدخل رمزًا صالحًا للبلد، أي أن عدد الأرقام التي أُدخلت يتطابق مع الرقم المعتمد للبلد أو المنطقة المحددة.
تتضمن عملية التحقق خطوتين مميزتين: (أ) التحقق من الصحة و(ب) إجراء ما بعد الفحص. تستخدم خطوة التحقق من الصحة قاعدةً حسابية واحدة أو أكثر (انظر القسم أدناه) لتحديد ما إذا كانت البيانات صحيحة. يرسل إجراء ما بعد التحقق تغذية راجعة للمساعدة في فرض التحقق.

### التحقق من النطاق البسيط والقيد
قد تفحص عملية التحقق من النطاق البسيط والقيد إدخالَ المستخدم من أجل الاتساق مع حد أدنى وأقصى للنطاق، أو الاتساق مع اختبار لتقييم تسلسل الرموز، مثل القيام باختبار واحد أو أكثر ضد التعابير النمطية. على سبيل المثال، يجب أن يتألف رقم الهاتف في الولايات المتحدة من 10 أرقام وألا يحتوي على أحرف أو رموز خاصة.

## وسائل التحقق
التأكد من الرموز المسموحة
في بعض الأحيان، يتطلب البرنامج أن تكون البيانات المدخلة ضمن مجموعة معينة من الرموز. مثلا، أن تكون جميع الرموز ضمن الحروف العربية. في هذه الحالة يتأكد البرنامج أن الرموز المدخلة ضمن هذه المجموعة. التعابير النمطية هي إحدى الطرق الفعالة لإتمام هذه المهمة.
التأكد من الأرقام
التأكد من نوع البيانات
التأكد من وجود الملف
التأكد من الحدود
التأكد من حيث المنطق
التأكد من الفترات
التأكد من الإملاء والقواعد